# Crazy Canucks
Die Crazy Canucks (dt.: verrückte Kanadier) waren eine Gruppe kanadischer Skirennläufer, die von der Mitte der 1970er- bis in die Mitte der 1980er-Jahre große Erfolge in den Abfahrtsrennen im alpinen Skiweltcup erzielten.

## Geschichte
Zu den Crazy Canucks werden Jim Hunter, Dave Irwin, Ken Read, Dave Murray und Steve Podborski, später auch Todd Brooker, gezählt. Sie brachen ab 1971 in die von Europäern dominierte Weltcup-Szene ein und erwarben sich schnell den Ruf eines schnellen und waghalsigen Rennstils. Großen Anteil an diesen Erfolgen hatte der Cheftrainer Scott Henderson.
Der Name wurde vom französischen Sportjournalisten und Mitbegründer des alpinen Skiweltcups Serge Lang eingeführt und setzte sich in der Folge in der ganzen Skiwelt durch.
Trotz wiederholter spektakulärer Stürze standen die Mitglieder der Crazy Canucks oft ganz oben auf den Siegerpodesten. Ken Read war im Dezember 1975 der erste Nordamerikaner überhaupt, der eine Weltcup-Abfahrt gewinnen konnte. Insgesamt verbuchte das Sextett zwischen 1975 und 1984 13 Siege in Weltcup-Abfahrten, dazu 13 zweite Plätze und 17 dritte Plätze. Der erfolgreichste Fahrer aus dieser Gruppe war Podborski mit 8 Siegen, der 1982 als erster und bislang einziger außereuropäischer Fahrer auch die Disziplinenwertung in der Abfahrt gewinnen konnte.
Im Jahr 2006 wurden die Crazy Canucks mit der Aufnahme in Canada’s Walk of Fame geehrt.

## Fernsehfilm
2004 wurde in Kanada unter dem Titel „Crazy Canucks“ ein Fernsehfilm von Randy Bradshaw ausgestrahlt, der auf der Geschichte dieser Gruppe basiert.

## Canadian Corner
Die Canadian Corner ist ein Streckenabschnitt der  Lauberhornabfahrt bei Wengen in der Schweiz.
Die stark drehende Kurve am nach links abschüssigen Übergang in den Alpweg ist benannt nach den Crazy Canucks, da hier 1976 nacheinander Dave Irwin und Ken Read stürzten.

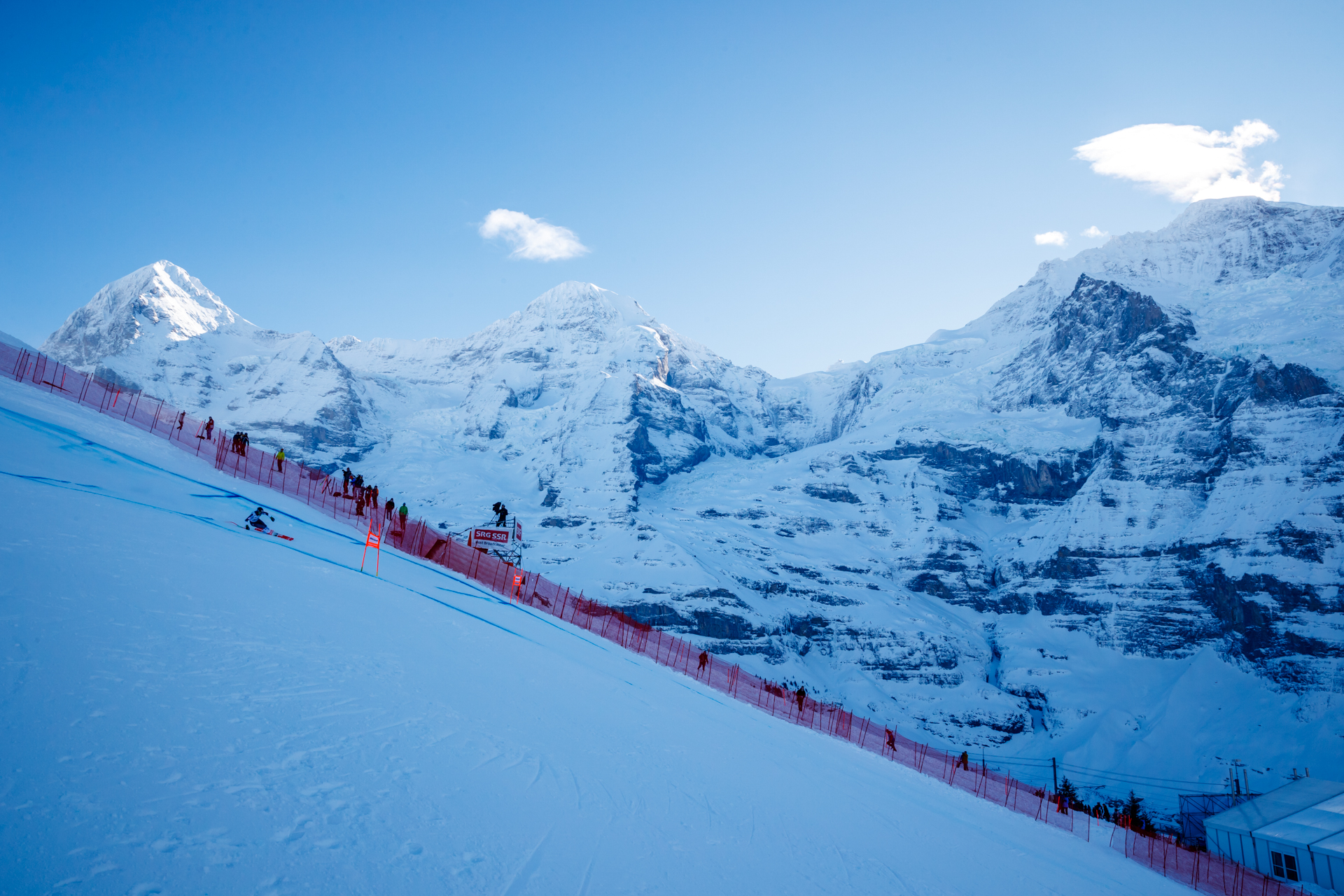
Canadian Corner, 2019
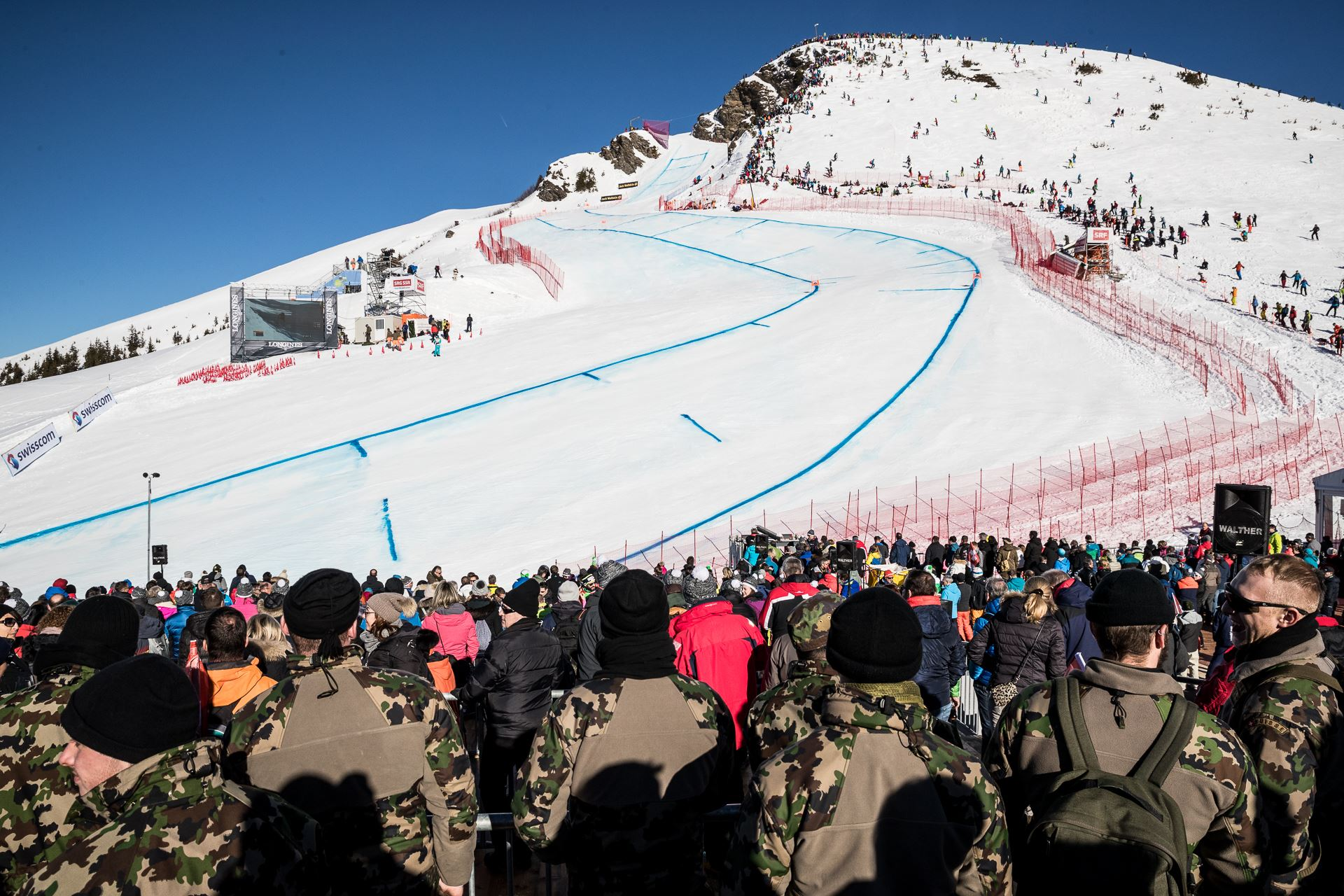
Blick vom Girmschbiel auf den Canadian Corner, 2019
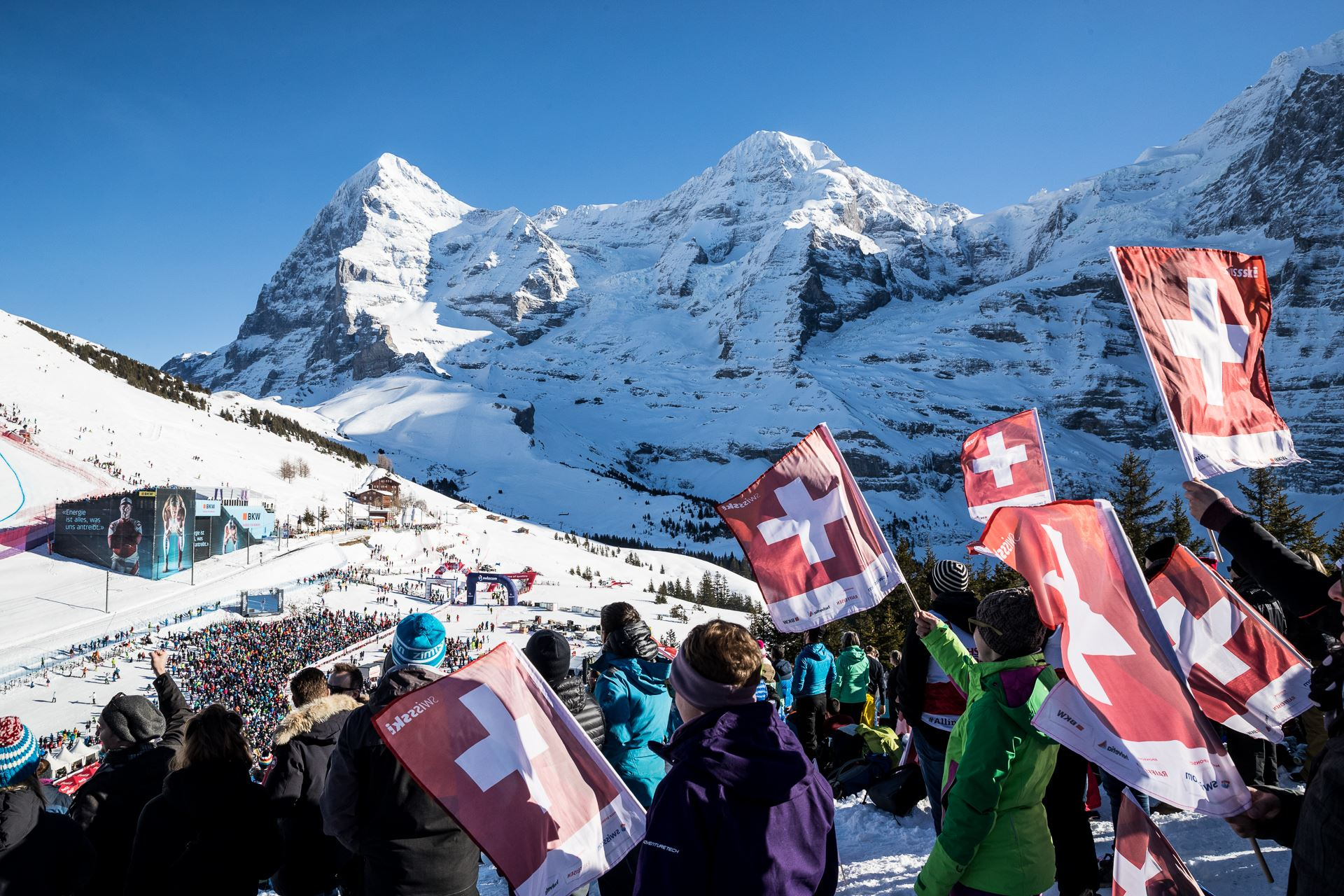
Blick von der Wengernalp auf den Canadian Corner, 2019